# Brzi put 11
Die Brzi put 11 oder auch Magistralni put 11 ist eine Schnellstraße in Serbien, die von der Autoput A1 bis zur ungarischen Grenze bei Kelebija führt. Bezugnehmend auf die Europastraßennummer wird die Strecke von serbischen Behörden auch als E 662 bezeichnet. Sie ist auch bekannt unter dem Namen Y-krak.

## Planungsgeschichte
Die Umgehungsstraße soll als eines der wichtigsten Infrastrukturprojekte der Stadt Subotica das Stadtzentrum vom Güter- und internationalen Verkehr entlasten. Sie wird als kreuzungsfreie, zweistreifige Straße als Teil einer Verkehrsverbindung, die von Ungarn bzw. Mitteleuropa durch Subotica nach Süden führt, neu gebaut. Die Planungen für die Umgehungsstraße begannen bereits Ende der 1980er Jahre. Die ersten Bauarbeiten wurden 1990 begonnen und jedoch mit dem Ausbruch der Jugoslawienkriege abgebrochen. Nach den Kriegen wurde die Realisierung aufgrund fehlender finanzieller Mittel immer wieder verschoben.

## Bau
Der Bau wurde in drei Abschnitte unterteilt:
- Grenzübergang Kelebija (RS/HU) – Anschlussstelle Subotica (M12) (11,6 km)
- Anschlussstelle Subotica (M12) – Anschlussstelle Subotica (R100) (4,6 km)
- Anschlussstelle Subotica (R100) – Autobahndreieck Subotica-jug (A1) (6,1 km)

Die Ausschreibungen begannen im Januar 2010. Die Fertigstellung war für Ende 2012 geplant. Das Bauunternehmen Borovica gewann die Ausschreibung für den ersten, die Baufirma Putevi Užice für die beiden anderen Abschnitte. Die Bauarbeiten wurden im Mai 2010 aufgenommen und sollten bis Ende Oktober 2012 abgeschlossen werden. Jedoch musste der Bau wieder aufgrund fehlender finanzieller Mittel im Staatshaushalt unterbrochen werden. Etwa 30 % aller Bauarbeiten wurden realisiert. Bis zum Baustopp wurden 275 Mio. Dinar (ca. 2,4 Mio. Euro) ausgegeben. Bis zur Fertigstellung sind weitere 1,5 Mrd. Dinar (ca. 13 Mio. Euro) nötig. Im Dezember 2019 wurde die Schnellstraße komplett für den Verkehr freigegeben.